# Jozef Móder
Jozef Móder (ur. 19 września 1947 roku w Tvrdošovcach) – piłkarz słowacki grający na pozycji pomocnika.

## Kariera klubowa
Móder rozpoczynał piłkarską karierę w Interze Bratysława. Niedługo potem przeniósł się do innego pierwszoligowego zespołu, Lokomotiva Koszyce. Potem trafił do czeskiej Dukli Praga, a w 1973 roku powrócił do Lokomotivy. W Lokomotivie grał do 1980 roku, a podczas 7-letniego pobytu raz zajmował z nią 3. miejsce w lidze w 1978, a w latach 1977 i 1979 zdobywał Puchar Czechosłowacji. W 1980 roku Móder wyjechał za granicę do austriackiego Grazer AK. Przez 2 lata rozegrał w nim 60 meczów i strzelił 9 goli, a w 1981 roku zdobył Puchar Austrii. Był to pierwszy w historii sukces klubu z Grazu. Piłkarską karierę Móder zakończył w 1982 roku w GAK. Miał wówczas 35 lat.

## Kariera reprezentacyjna
W reprezentacji Czechosłowacji Móder zadebiutował 26 kwietnia 1972 roku w wygranym 6:0 meczu z Luksemburgiem. W 1975 roku był już podstawowym zawodnikiem kadry, a rok później był w kadrze na Mistrzostwa Europy w Jugosławii. Tam wystąpił we wszystkich meczach, w dwóch ćwierćfinałowych z ZSRR zdobył łącznie 3 gole. Wystąpił zarówno w wygranym 3:1 półfinale z Holandią jak i finale z RFN, który Czechosłowacy wygrali po serii rzutów karnych.
W reprezentacji Czechosłowacji Móder wystąpił w 17 meczach i zdobył 3 gole.